# Solter pallidus
Solter pallidus is een insect uit de familie van de mierenleeuwen (Myrmeleontidae), die tot de orde netvleugeligen (Neuroptera) behoort. 
Solter pallidus is voor het eerst wetenschappelijk beschreven door Hölzel in 1982.